# Les Boréades
Les Boréades (título original en francés; en español, Los descendientes de Boreas o Los Boréadas) o Abaris es una tragedia musical en cinco actos con música de Jean-Philippe Rameau y libreto en francés de autor desconocido, aunque atribuido a Louis de Cahusac (muerto en 1759), se basa vagamente en la leyenda griega de Abaris el Hiperbóreo e incluye elementos masónicos. Fue la última de las cinco tragédies en musique de Rameau. 

## Antecedentes
No se conocen representaciones de esta ópera en tiempos de Rameau. La obra estaba ensayándose en 1763 en la Ópera de París, probablemente para una representación privada en la corte en Choisy. No se sabe por qué se abandonó la representación, aunque se han propuesto muchas teorías, incluyendo que las facciones de la corte lucharon por ella, la música era muy difícil, había elementos subversivos en la trama, y que la Ópera ardió en el mes de ensayos. La primera representación conocida de la obra fue en 1770 en una interpretación de concierto en Lille. J. J. M. Lacroix ha recopilado las obras de Rameau después de la muerte del compositor, y así aseguró la supervivencia de esta partitura. La Bibliothèque Nationale alberga las obras recopiladas, incluyendo varios manuscritos relacionados con esta ópera.

## Moderna historia de las representaciones
La primera representación moderna de la obra la realizó la ORTF en 1963. Debe su reposición moderna al director John Eliot Gardiner, quien dio una versión de concierto de la pieza (en la que Trevor Pinnock interpretó el continuo) en el Queen Elizabeth Hall, Londres, el 14 de abril de 1974, para la que había preparado el material orquestal de los manuscritos originales a lo largo del año precedente. En julio de 1982, Gardiner dio la primera representación plenamente escenificada con Catherine Turocy, coreógrafo, y su New York Baroque Dance Company en el Festival de Aix-en-Provence. Desde entonces, la reputación de la ópera y su popularidad han crecido considerablemente.
Esta ópera rara vez se representa en la actualidad; en las estadísticas de Operabase no aparece entre las óperas representadas en el período 2005-2010.

## Argumento
Alphise, reina de Bactria, está enamorada de Abaris, cuyos orígenes se desconocen. De acuerdo con las tradiciones de su país, Alphise debe casarse con un miembro de la familia de Bóreas, el dios del Viento del Norte. Decidida a casarse con Abaris, Alphise abdica, enfadando a Bóreas quien irrumpe en la boda y rapta a Alphise llevándosela a su reino. Con la ayuda de Apolo y la musa Polimnia, Abaris emprende su rescate. Desafía a Bóreas y sus hijos con una flecha dorada mágica. Apolo desciende como un deus ex machina y revela que Abaris es realmente su hijo, que tuvo con una ninfa descendiente de la familia de Bóreas. Por lo tanto, no hay obstáculo para que se casen Abaris y Alphise.

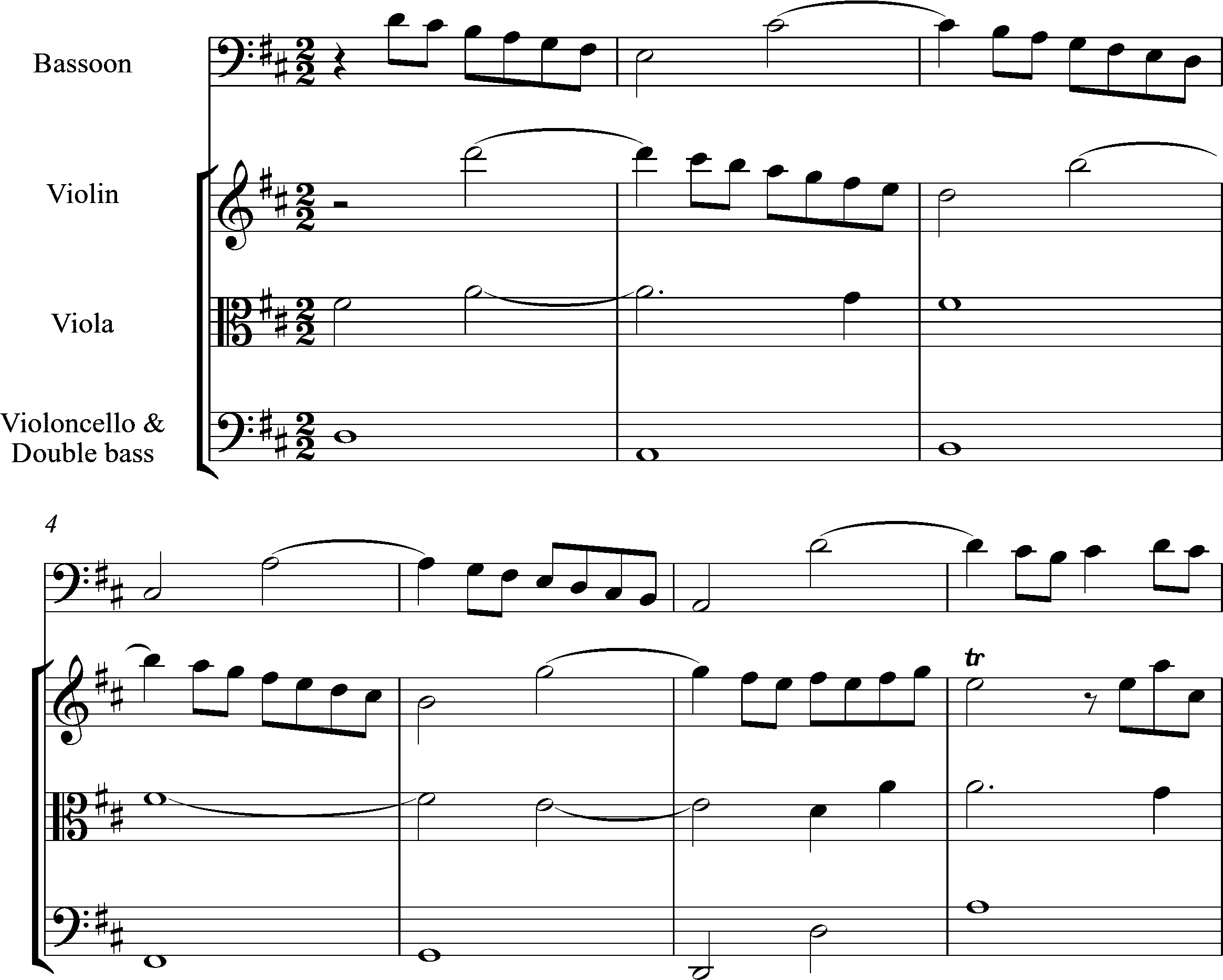
Entrada de Polimnia (instrumentación: fagot; violín; viola; violonchelo y contrabajo).

## Grabaciones
- 1982 — Erato: Orquesta y Coro Monteverdi; John Eliot Gardiner, director
- 2004 — Opus Arte DVD: Les Arts Florissants/Opéra National de Paris, William Christie, director
- 2020 — Chateau de Versailles Spectaces: Collegium 1704, Václav Luks, director.[5]